# Бирза (Олт)
Бирза (рум. Bârza) — село у повіті Олт в Румунії. Адміністративний центр комуни Бирза.
Село розташоване на відстані 155 км на захід від Бухареста, 21 км на південний захід від Слатіни, 26 км на схід від Крайови.

## Населення
За даними перепису населення 2002 року у селі проживали 1114 осіб.
Національний склад населення села:
| Національність | Кількість осіб | Відсоток |
| -------------- | -------------- | -------- |
| румуни         | 1092           | 98,0%    |
| цигани         | 22             | 2,0%     |

Рідною мовою назвали:
| Мова      | Кількість осіб | Відсоток |
| --------- | -------------- | -------- |
| румунська | 1092           | 98,0%    |
| циганська | 22             | 2,0%     |